# Кастанеа деле Фурије (Месина)
Кастанеа деле Фурије је насеље у Италији у округу Месина, региону Сицилија.
Према процени из 2011. у насељу је живело 1888 становника. Насеље се налази на надморској висини од 395 м.